# Hadzhidimovo (huyện)
Hadzhidimovo là một huyện thuộc tỉnh Blagoevgrad, Bungaria. Dân số thời điểm năm 2001 là 10926 người.